# Rally van Marokko 1973
De Rally van Marokko 1973, formeel 16ème Rallye du Maroc, was de 16e editie van de rally van Marokko en de vijfde ronde van het wereldkampioenschap rally in 1973. Het was de 5e rally in het wereldkampioenschap rally die georganiseerd wordt door de Fédération Internationale de l'Automobile (FIA). De start was in Rabat en de finish in Casablanca.

## Programma
| Etappe | Datum            | Klassementsproeven | Competitieve afstand |
| ------ | ---------------- | ------------------ | -------------------- |
| 1      | Woensdag 9 mei   | 4                  | 195,00 kilometer     |
| 2      | Donderdag 10 mei | 2                  | 380,00 kilometer     |
| 3      | Vrijdag 11 mei   | 3                  | 379,00 kilometer     |
| 3      | Zaterdag 12 mei  | 2                  | 286,00 kilometer     |
|        |                  |                    |                      |
| Totaal | Totaal           | 11                 | 1210,00 kilometer    |

## Resultaten
| Algemene top tien | Algemene top tien | Algemene top tien     | Algemene top tien        | Algemene top tien | Algemene top tien | Algemene top tien |
| Pos.              | #                 | Rijder                | Auto                     | Gr/kl             | Tijd              | Eerste            |
| Pos.              | #                 | Navigator             | Inschrijving             | Gr/kl             | Straftijd         | Vorige            |
| ----------------- | ----------------- | --------------------- | ------------------------ | ----------------- | ----------------- | ----------------- |
| 1.                | 1                 | Bernard Darniche      | Alpine-Renault A110 1800 | 4/3               | 15:01:22          | 0:00              |
| 1.                | 1                 | Alain Mahé            | Alpine Renault           | 4/3               |                   | =                 |
| 2.                | 9                 | Bob Neyret            | Citroën DS 23            | 2/3               | 15:20:04          | + 18:42           |
| 2.                | 9                 | Jacques Terramorsi    | Citroën S.A.             | 2/3               | 1:00              | + 18:42           |
| 3.                | 21                | Richard Bochnicek     | Citroën DS 23            | 1/3               | 15:34:37          | + 33:15           |
| 3.                | 21                | Sepp-Dieter Kernmayer | Richard Bochnicek        | 1/3               |                   | + 14:33           |
| 4.                | 15                | Raymond Ponnelle      | Citroën DS 23            | 1/3               | 15:39:56          | + 38:34           |
| 4.                | 15                | Pierre de Serpos      | Citroën S.A.             | 1/3               | 14:00             | + 5:19            |
| 5.                | 4                 | Jean-Pierre Nicolas   | Alpine-Renault A110 1800 | 4/3               | 15:52:00          | + 50:38           |
| 5.                | 4                 | Michel Vial           | Alpine Renault           | 4/3               | 28:00             | + 12:04           |
| 6.                | 6                 | Björn Waldegård       | Fiat 124 Abarth Rallye   | 4/3               | 15:59:43          | + 58:21           |
| 6.                | 6                 | Fergus Sager          | Fiat S.p.A.              | 4/3               | 13:00             | + 7:43            |
| 7.                | 3                 | Jean-Luc Thérier      | Alpine-Renault A110 1800 | 1/3               | 16:18:16          | + 1:16:54         |
| 7.                | 3                 | Christian Delferier   | Alpine Renault           | 1/3               | 20:00             | + 18:33           |
| 8.                | 7                 | Jean Deschaseaux      | Citroën DS 23            | 2/3               | 16:48:26          | + 1:47:04         |
| 8.                | 7                 | Jean Plassard         | Citroën S.A.             | 2/3               | 1:03:00           | + 30:10           |
| 9.                | 35                | Lorenzo Merlone       | Volvo 142 S              | 2/3               | 17:53:47          | + 2:52:25         |
| 9.                | 35                | Riccardo Mortara      | Lorenzo Merlone          | 2/3               | 41:00             | + 1:05:21         |
| 10.               | 25                | Claudine Bouchet      | Peugeot 504 TI           | 1/3               | 18:03:33          | + 3:02:11         |
| 10.               | 25                | Marie-Pierre Palayer  | Claudine Bouchet         | 1/3               | 31:00             | + 9:46            |
| DNF top tien      |                   |                       |                          |                   |                   |                   |
| Pos.              | #                 | Rijder                | Auto                     | Gr/kl             | KP                | Reden             |
| Pos.              | #                 | Navigator             | Inschrijving             | Gr/kl             | KP                | Reden             |
| DNF               | 2                 | Rauno Aaltonen        | Fiat 124 Abarth Rallye   | 4/3               | 8                 | Stuurinrichting   |
| DNF               | 2                 | John Davenport        | Fiat S.p.A.              | 4/3               | 8                 | Stuurinrichting   |
| DNF               | 5                 | Shekhar Mehta         | Datsun 240Z              | 4/3               | 8                 | Ongeluk           |
| DNF               | 5                 | Geraint Phillips      | Nissan Motors            | 4/3               | 8                 | Ongeluk           |
| DNF               | 8                 | Bernard Consten       | Peugeot 504 TI           | 2/3               | 11                | Wielophanging     |
| DNF               | 8                 | Gérard Flocon         | Automobiles Peugeot      | 2/3               | 11                | Wielophanging     |
| DNF               | 10                | Hannu Mikkola         | Peugeot 504 TI           | 2/3               | 7                 | Koppeling         |
| DNF               | 10                | Atso Aho              | Automobiles Peugeot      | 2/3               | 7                 | Koppeling         |
| DNF               | 11                | Tony Fall             | Peugeot 504 TI           | 2/3               | 7                 | Wielophanging     |
| DNF               | 11                | Mike Wood             | Automobiles Peugeot      | 2/3               | 7                 | Wielophanging     |
| DNF               | 12                | Jean-François Piot    | Renault 12 Gordini       | 2/3               | 8                 | Wielophanging     |
| DNF               | 12                | Jean De Alexandris    | Renault                  | 2/3               | 8                 | Wielophanging     |
| DNF               | 13                | Timo Mäkinen          | Peugeot 504 TI           | 2/3               | 4                 | Koppeling         |
| DNF               | 13                | Henry Liddon          | Automobiles Peugeot      | 2/3               | 4                 | Koppeling         |
| DNF               | 16                | Marianne Hoepfner     | Alpine-Renault A110 1800 | 4/3               | n.b.              | Aandrijfas        |
| DNF               | 16                | Yveline Vanoni        | Team Aseptogyl           | 4/3               | n.b.              | Aandrijfas        |
| DNF               | 17                | Francisco Romãozinho  | Citroën GS               | 2/2               | 2                 | Transmissie       |
| DNF               | 17                | José Bernardo         | Citroën S.A.             | 2/2               | 2                 | Transmissie       |
| DNF               | 18                | Claude Laurent        | Citroën GS               | 2/2               | 6                 | Transmissie       |
| DNF               | 18                | Jacques Marché        | Citroën S.A.             | 2/2               | 6                 | Transmissie       |

## Statistieken

#### Klassementsproeven
| Etappe | Datum  | KP | Starttijd | Naam            | Lengte    | Snelste rijder      | Tijd    | Gem. snelheid | Rallyleider      |
| ------ | ------ | -- | --------- | --------------- | --------- | ------------------- | ------- | ------------- | ---------------- |
| 1      | 9 mei  | 1  | n.b.      | El Khatouat     | 95,00 km  | Bernard Darniche    | 1:06:14 | 86,06 km/u    | Bernard Darniche |
| 1      | 9 mei  | 2  | n.b.      | Col du Zegota   | 30,00 km  | Bernard Darniche    | 14:13   | 126,61 km/u   | Bernard Darniche |
| 1      | 9 mei  | 3  | n.b.      | Kettama         | 40,00 km  | Bernard Darniche    | 21:56   | 109,42 km/u   | Bernard Darniche |
| 1      | 9 mei  | 4  | n.b.      | Tleta - Kettama | 30,00 km  | Bernard Darniche    | 15:42   | 114,65 km/u   | Bernard Darniche |
|        |        |    |           |                 |           |                     |         |               | Bernard Darniche |
| 2      | 10 mei | 5  | n.b.      | Missour         | 175,00 km | Bernard Darniche    | 2:02:45 | 85,54 km/u    | Bernard Darniche |
| 2      | 10 mei | 6  | n.b.      | Rich            | 205,00 km | Jean-Luc Thérier    | 2:52:53 | 71,15 km/u    | Bernard Darniche |
|        |        |    |           |                 |           |                     |         |               | Bernard Darniche |
| 3      | 11 mei | 7  | n.b.      | Tizi N'Test     | 87,00 km  | Jean-Luc Thérier    | 1:00:37 | 86,11 km/u    | Bernard Darniche |
| 3      | 11 mei | 8  | n.b.      | Foum Zguid      | 200,00 km | Jean Deschaseaux    | 2:57:58 | 67,43 km/u    | Bernard Darniche |
| 3      | 11 mei | 9  | n.b.      | Tazenakht       | 92,00 km  | Jean-Pierre Nicolas | 47:29   | 116,25 km/u   | Bernard Darniche |
| 3      | 12 mei | 10 | n.b.      | Ntchka          | 20,00 km  | Jean-Luc Thérier    | 10:23   | 115,57 km/u   | Bernard Darniche |
| 3      | 12 mei | 11 | n.b.      | Rissani         | 236,00 km | Jean Deschaseaux    | 2:39:27 | 88,81 km/u    | Bernard Darniche |

| KP overwinningen    | KP overwinningen |
| Rijder              | Aantal           |
| ------------------- | ---------------- |
| Bernard Darniche    | 5                |
| Jean-Luc Thérier    | 3                |
| Jean Deschaseaux    | 2                |
| Jean-Pierre Nicolas | 1                |

## Kampioenschap standen

#### Constructeurs
|   | Pos. | Constructeur   | Pnt. |
| - | ---- | -------------- | ---- |
| = | 1    | Alpine Renault | 72   |
| = | 2    | Fiat           | 31   |
| 3 | 3    | Citroën        | 27   |
| 1 | 4    | Datsun         | 22   |
| 1 | 5    | Saab           | 20   |

- Noot: Enkel de top 5-posities worden in de stand weergegeven.